# 鷹峯 (京都市)

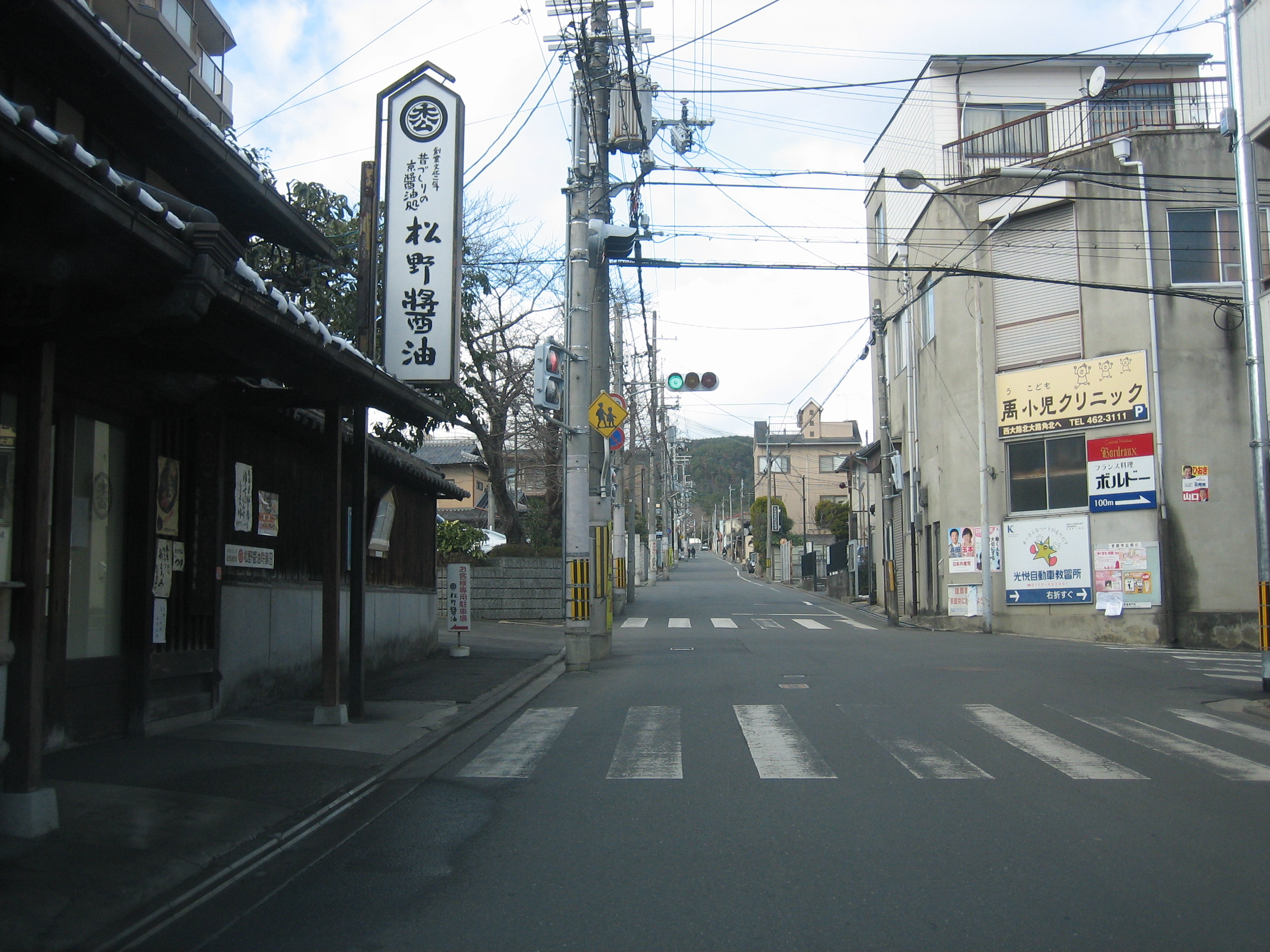
鷹峯街道和街町

鷹峯（たかがみね）是以京都市北區的鷹峯街道（京都府道31號西陣杉坂線）為中心的廣域地域名，也是其西南方的丘陵之名稱。紅葉之名所。

## 概要

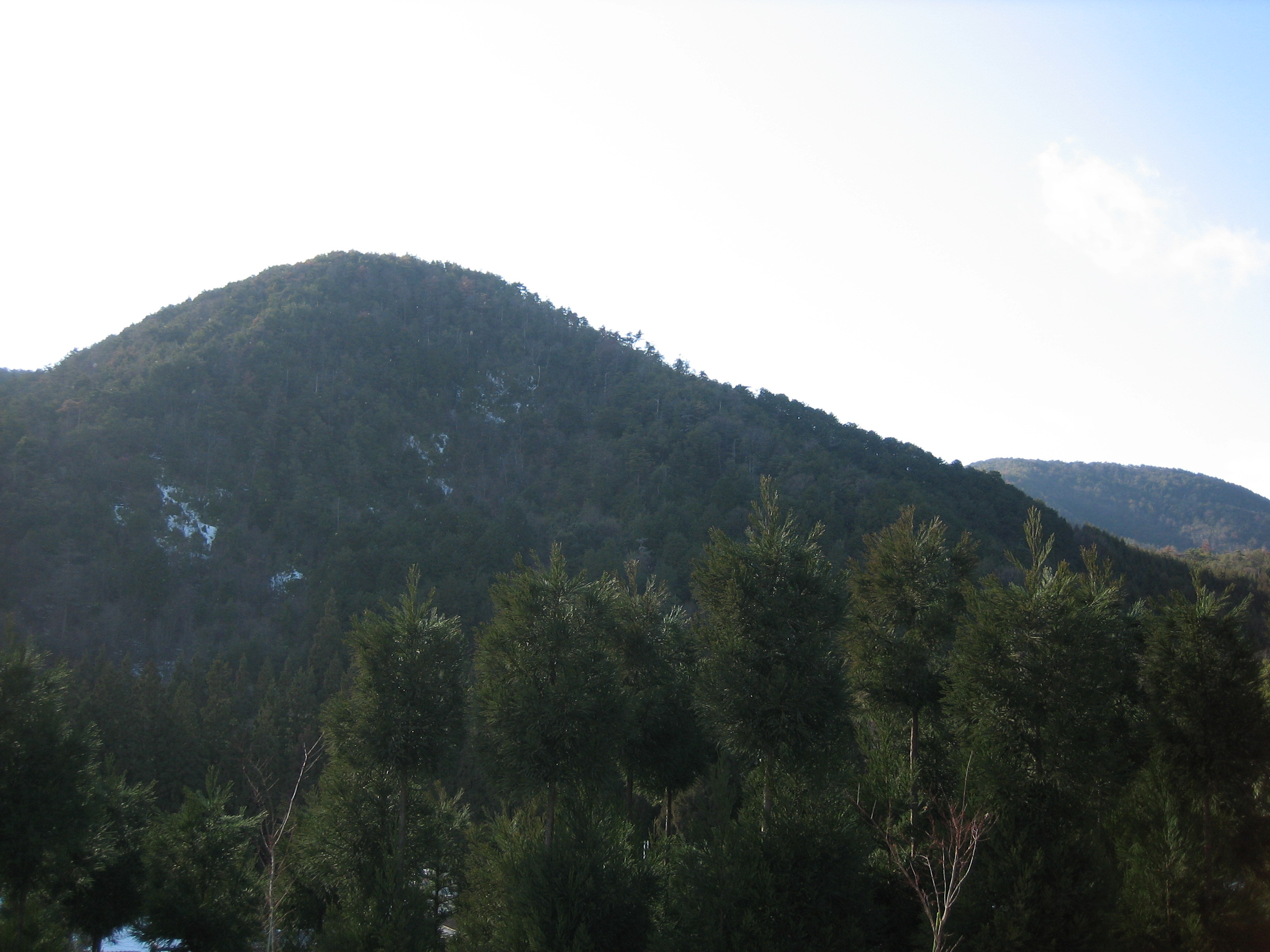
鷹峯三山之一、鷹峯

位在京都市北區西南部，和右京區相接。從京之七口之一的長坂口通往丹波國、若狹國，曾經是鯖街道的入口。
江戶時代以降，御典醫藤林氏在當地開闢廣大的藥草園，栽培野菜，今日仍是鷹峯唐辛子、鷹峯葱等京野菜的栽培地。

### 鷹峯三山
位在大文字山（左大文字）的北方，當地西方的丘陵。東到西有鷹峯（鷹ケ峰）、鷲峯（鷲ケ峰）、天峯（天ケ峰）。

## 歷史

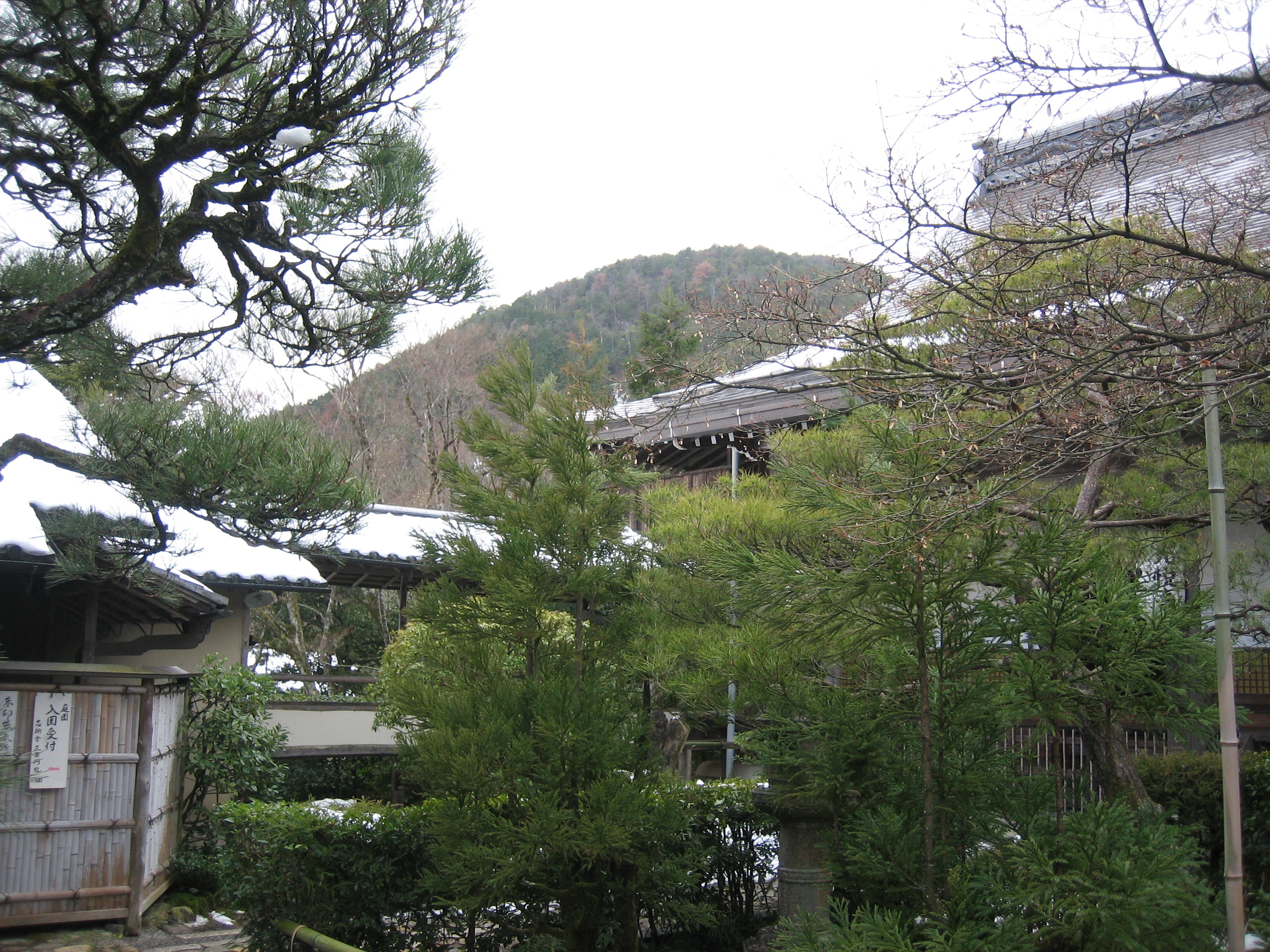
從光悅寺望鷹峯

古來，現在的鷹峯和周邊地域一帶稱作「栗栖野」。平安時代，代々的天皇行幸栗栖野，在此遊獵、鷹狩。
1591年（天正19年），豐臣秀吉為防備外敵侵入，構築御土居。
1615年（元和元年），本阿彌光悅從德川家康拜領御土居以北約8、9萬坪的原野，率領一族緣者移住。鷹峯之地逐漸形成集落（所謂的光悅村），慕光悅之名而來的藝術家、豪商也移住於此，成為京都的藝術・文化的一大據點。
另一方面，1640年（寛永17年），御典醫藤林道壽的一族在御土居付近以南經營約1.2ha的藥草園「鷹ケ峰藥園」，栽培野菜上納幕府。

## 當地情報

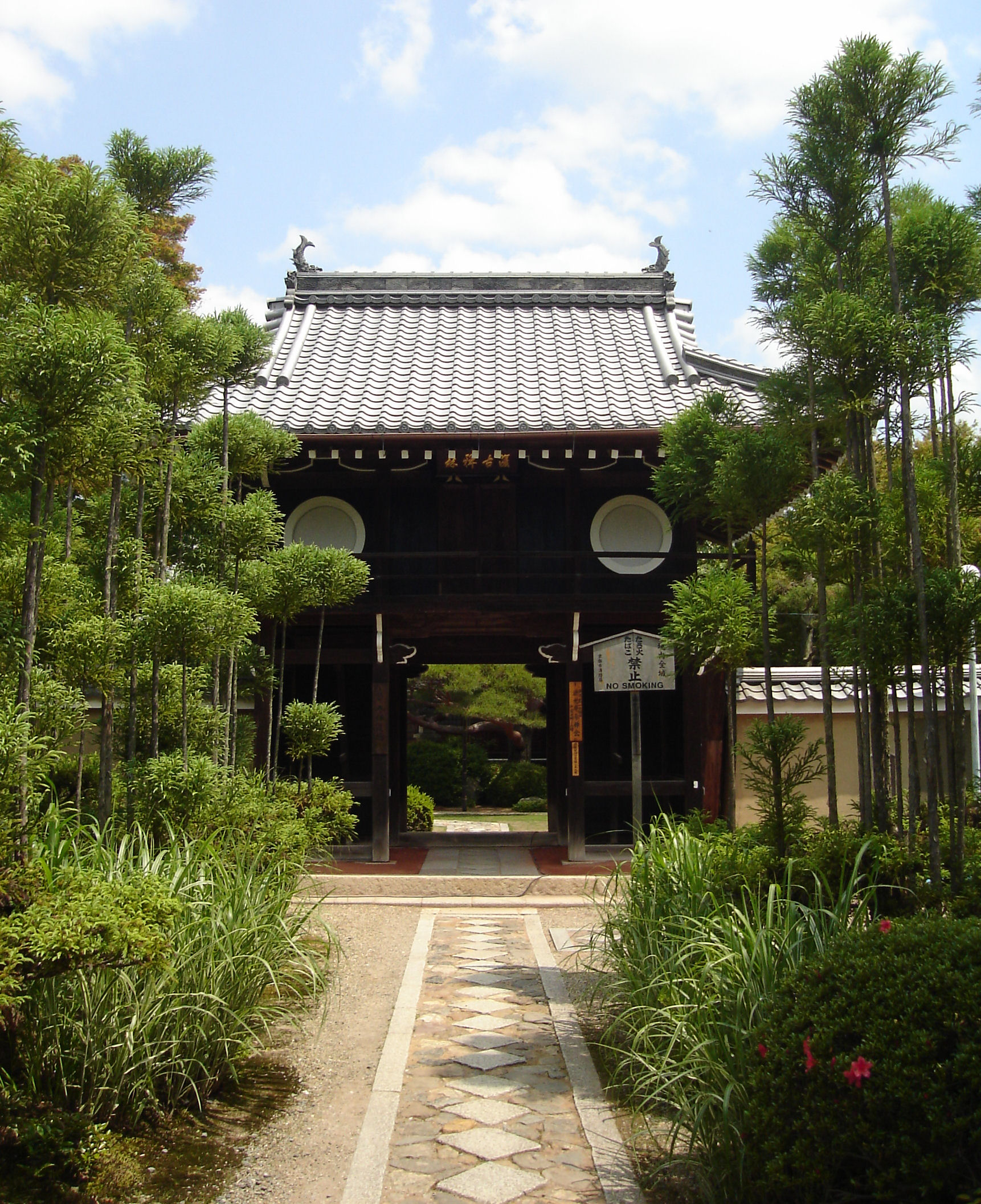
源光庵山門

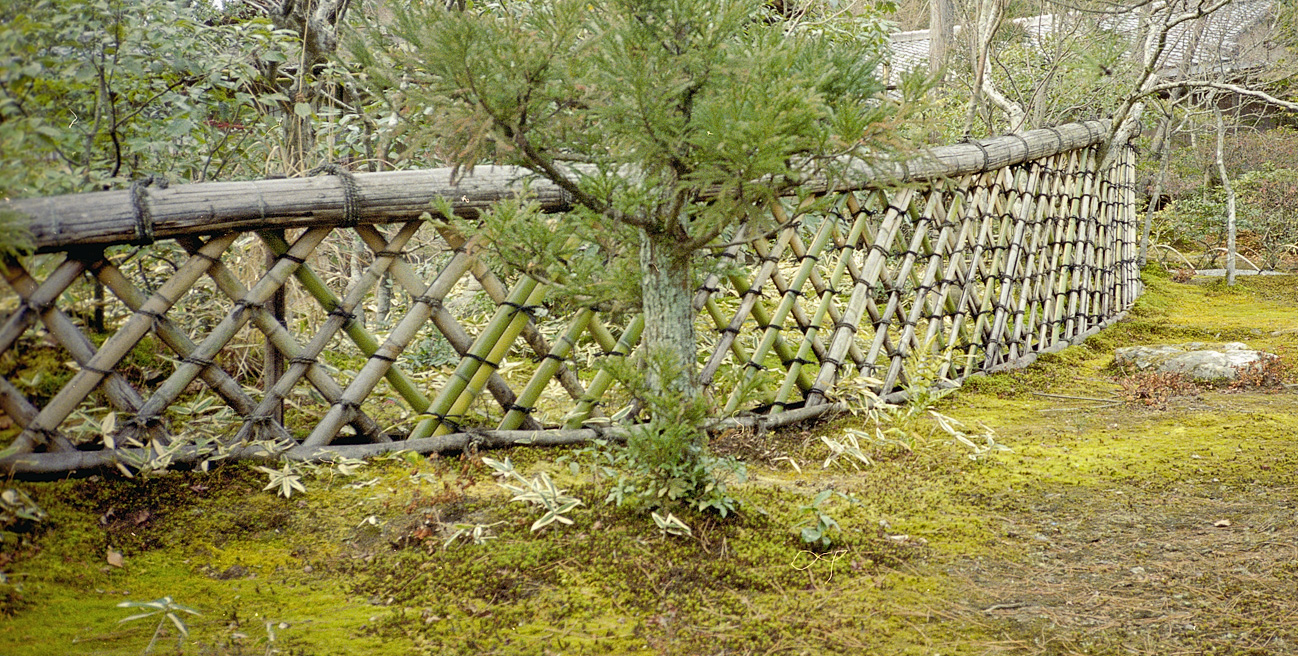
光悅寺・光悅垣

名所、舊跡
- 鷹峰山源光庵
- 寂光山常照寺
- 鷄足山讚州寺
- 大虛山光悅寺

道路
- 京都府道31號西陣杉坂線

## 名物
- 鷹峯唐辛子
- 御土居餅

## 外部連結
- おこしやす北區 鷹峯界わい（页面存档备份，存于）
- 日蓮宗 現代宗教研究所 近世洛北鷹峰における法華信仰について ･･本阿弥光悦の法華信仰･･